# Bloody Cross
Bloody Cross (ブラッディ・クロス?, Buraddi Kurosu) è un manga scritto da Shiwo Komeyama e pubblicato da Square Enix sulla rivista Monthly Shōnen Gangan dal febbraio 2009 al luglio 2015, per un totale di dodici volumi tankōbon.

## Trama
Tsukimya, una ragazza metà angelo e metà vampiro, è destinata a morire quando compirà diciotto anni a causa di una maledizione che colpisce gli ibridi come lei. Per evitare questo crudele destino ha solo due possibilità di salvezza: bere il sangue di un demone oppure ottenere il Grimorio delle Profezie, uno dei tredici oggetti utilizzati nelle crociate. Il Grimorio ha in se un potere tanto grande da poter rompere qualsiasi incantesimo o maledizione. Successivamente la giovane ragazza incontrerà Hinata, un ragazzo metà angelo e metà umano che condivide con lei l'obiettivo di rompere la maledizione che colpisce la loro specie e che deciderà di unirsi a Tsukimya nel suo viaggio. 

## Pubblicazione
Pubblicato inizialmente come one-shot il 12 giugno 2007, il manga divenne una serie completa sulla rivista Monthly Shōnen Gangan di Square Enix a partire dal 12 febbraio 2009, per concludersi il 10 luglio 2015. In Francia la serie è stata distribuita da Ki-oon dal maggio 2012 mentre nel Nord America il manga è stato pubblicato da Yen Press nell'aprile 2013.

## Accoglienza
Rebecca Silverman di Anime News Network ha elogiato il primo volume del manga per la sua trama e le scene d'azione, criticandone però gli sfondi troppo luminosi e le figure femminili a forma di pera. Jason Thompson, sulla rivista Otaku USA, ha paragonato, elogiandole, le scene d'azione a quelle di D.Gray-man; ne critica però la storia, definendola a tratti ripetitiva e con poca profondità dei personaggi. A suo dire assumono solamente quattro stati d'animo lungo tutta l'opera: sarcasmo, angoscia, combattimento e amoreggiamento. Come per Silverman e Thompson, anche Sean Gaffney di A Case Suitable for Treatment ha elogiato l'azione ma ne ha criticato la trama perché "non riusciva a capire la storia". Contrariamente agli altri recensori, Mathew Warner di The Fandom Post ha invece elogiato la storia, affermando che "può essere molto divertente" e definendo la serie di letture "abbastanza piacevoli". Anche Erkael del sito francese "Manga News" ha elogiato le fasi di azione, riscontrando però una certa genericità nei disegni.